# Coccophagus longifasciatus
Coccophagus longifasciatus är en stekelart som beskrevs av Howard 1907. Coccophagus longifasciatus ingår i släktet Coccophagus och familjen växtlussteklar.
Artens utbredningsområde är:
- Frankrike.
- Sri Lanka.
- Vietnam.

Inga underarter finns listade i Catalogue of Life.